# Hîriv
Hîriv (în ucraineană Хирів) este un oraș raional din raionul Starîi Sambir, regiunea Liov, Ucraina. În afara localității principale, nu cuprinde și alte sate.

## Demografie
Componența lingvistică a orașului Hîriv
     Ucraineană (97,39%)
     Rusă (1,98%)
     Alte limbi (0,06%)
Conform recensământului din 2001, majoritatea populației orașului Hîriv era vorbitoare de ucraineană (97,39%), existând în minoritate și vorbitori de rusă (1,98%).